# Province de Bingo
Pour les articles homonymes, voir Bingo (homonymie).
Bingo (備後国, Bingo no kuni) est une ancienne province du Japon qui correspond à la partie est de l'actuelle préfecture de Hiroshima, sur l'île de Honshū. 

## Géographie
Bingo était entourée par les provinces d'Aki, d'Iwami, d'Izumo, de Hōki et de Bitchū.
On suppose que l'ancienne capitale provinciale se trouvait dans les environs de Fuchū. 

## Histoire
Durant l'époque Sengoku, Bingo était une partie du domaine appartenant au clan Mori, mais après la défaite du clan face à Ieyasu Tokugawa à la bataille de Sekigahara, la province fut gouvernée par des alliés des Tokugawa. Un des plus importants châteaux de la province fut au XVIe siècle Takamatsu.

## Source de la traduction
- (en) Cet article est partiellement ou en totalité issu de l’article de Wikipédia en anglais intitulé « Bingo Province » (voir la liste des auteurs).
  - Cet article incorpore des éléments provenant du site OpenHistory.